# بياتريس فرنانديز
بياتريس فرنانديز (بالإسبانية: Beatriz Fernández Ibáñez) مواليد 19 مارس 1985 في منطقة كانتابريا، هي لاعبة كرة يد إسبانية تلعب كوسط مدافع. مثلت منتخب إسبانيا لكرة اليد للسيدات. شاركت في دورة الألعاب الأولمبية الصيفية سنة 2012. حققت المركز الثاني في بطولة أوروبا لكرة اليد للسيدات 2008.

## سجل المنافسة
شاركت في البطولات التالية:
- الألعاب الأولمبية الصيفية 2012
- بطولة العالم لكرة اليد للسيدات 2013
- بطولة أوروبا لكرة اليد للسيدات 2012
- بطولة أوروبا لكرة اليد للسيدات 2014

## الميداليات
| الميدالية | المسابقة                            |
| --------- | ----------------------------------- |
| برونزية   | الألعاب الأولمبية الصيفية 2012      |
| فضية      | بطولة أوروبا لكرة اليد للسيدات 2008 |
| فضية      | بطولة أوروبا لكرة اليد للسيدات 2014 |

## روابط خارجية
- بياتريس فرنانديز على موقع الاتحاد الأوروبي لكرة اليد (الإنجليزية)
- بياتريس فرنانديز على موقع أوليمبيديا (الإنجليزية)